# Bayerisches Staatsministerium für Unterricht und Kultus

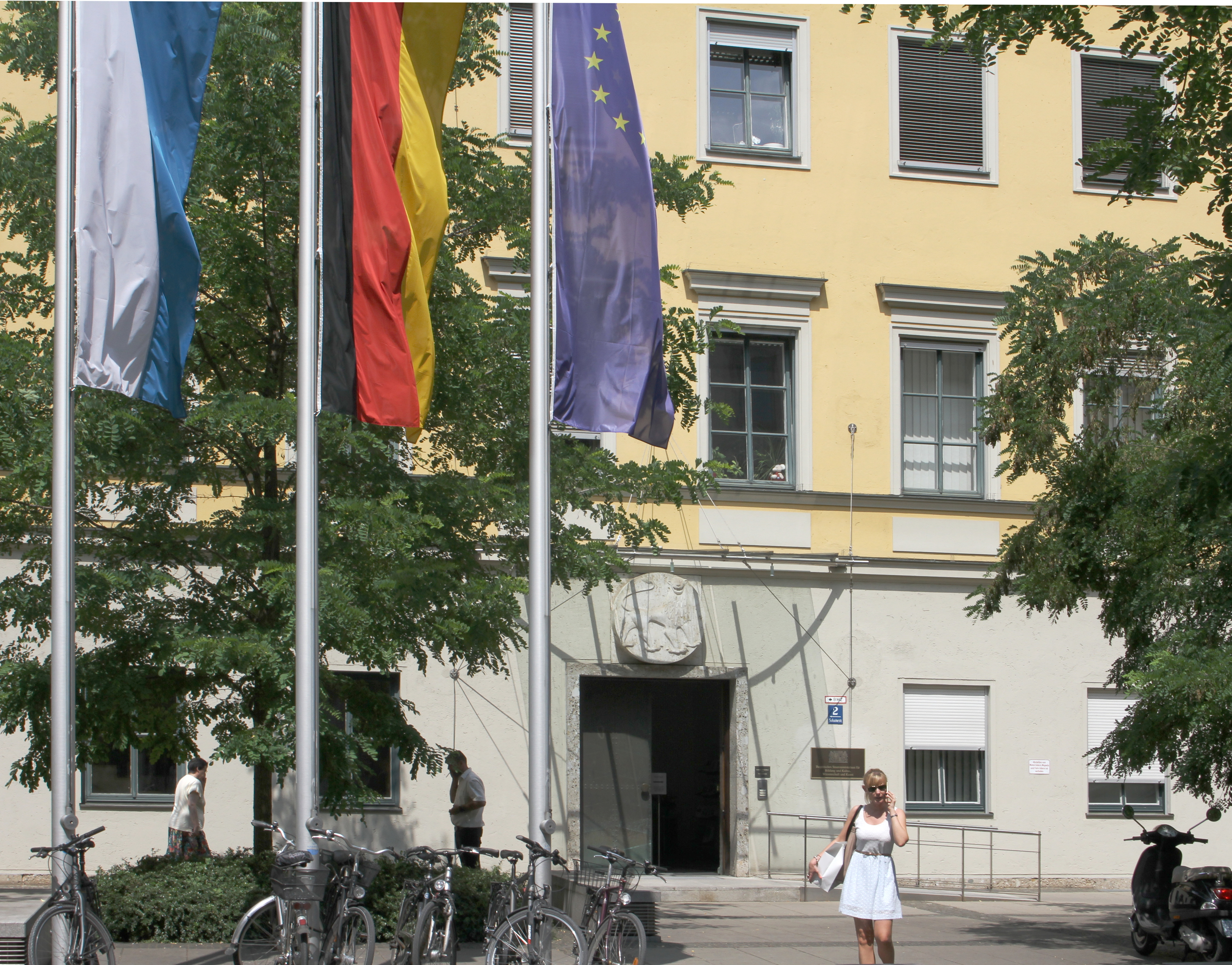
Bayerisches Staatsministerium für Bildung und Kultus, Wissenschaft und Kunst, Haupteingang

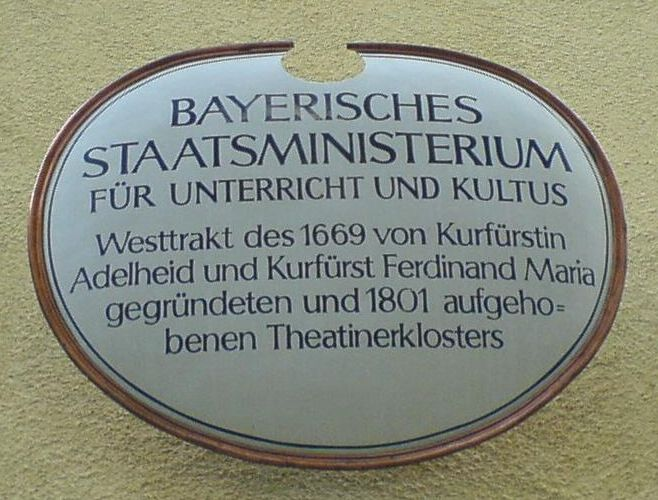
Tafel zur Geschichte des Gebäudes

Das Bayerische Staatsministerium für Unterricht und Kultus (StMUK), umgangssprachlich Bayerisches Kultusministerium (KM), ist ein Ministerium des Freistaates Bayern mit Sitz am Salvatorstraße 2 sowie weiteren Dienstgebäuden in der Jungfernturmstraße 1 und auf der Praterinsel 2 in München. Das Ministerium trug, bevor es im März 2018 Kompetenzen an das neu gegründete Bayerische Staatsministerium für Wissenschaft und Kunst abgab, den Namen Bayerisches Staatsministerium für Bildung und Kultus, Wissenschaft und Kunst. Im Geschäftsbereich sind etwa 121.000 Mitarbeiter tätig, davon rund 390 am Ministerium.

## Leitung
Staatsministerin ist seit dem 8. November 2023 Anna Stolz (Freie Wähler), die zuvor bereits ab 2018 als Staatssekretärin in diesem Ministerium tätig war. Amtschef ist seit 2024 Ministerialdirektor Martin Wunsch.

## Geschichte

### Dienstgebäude in der Salvatorstraße

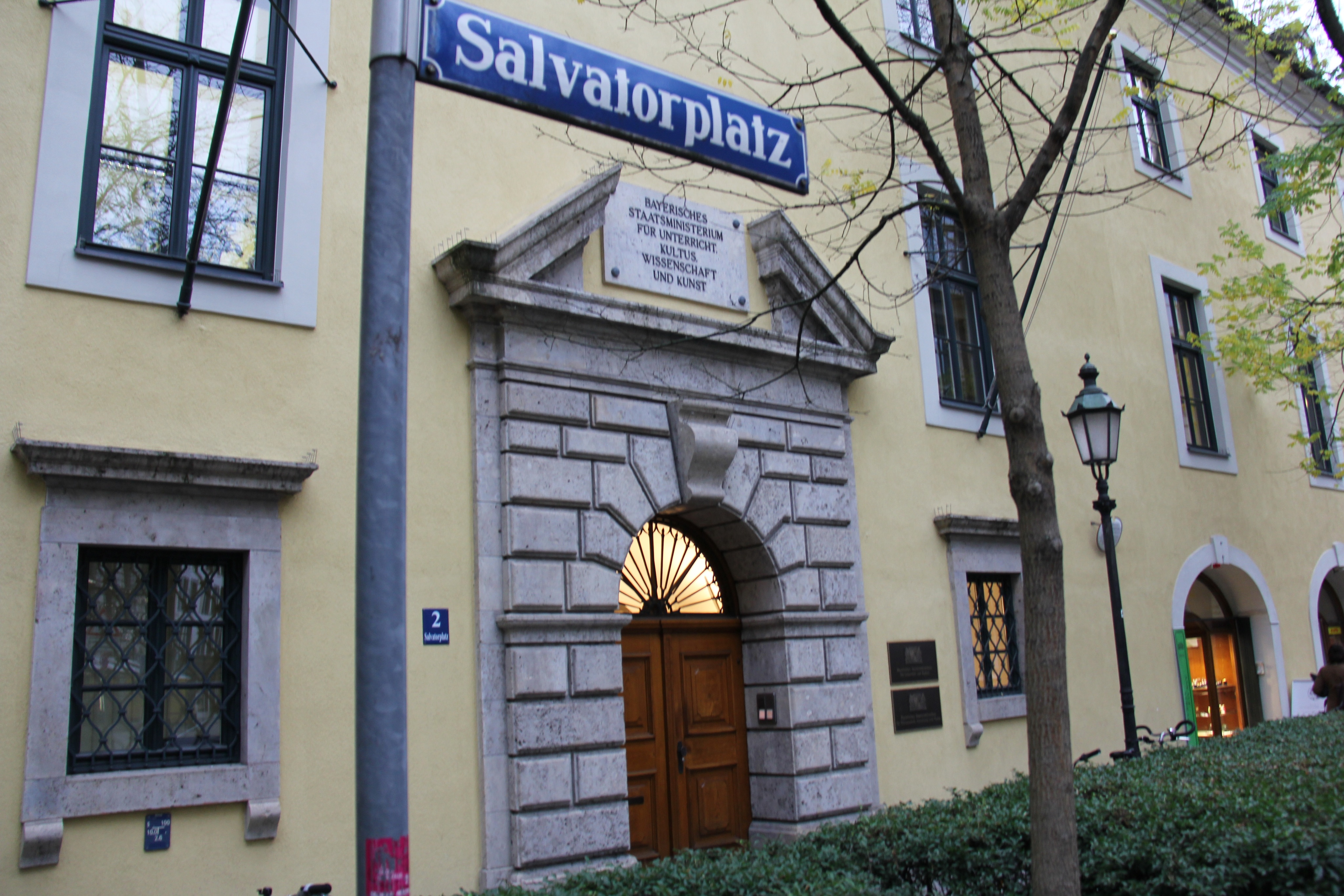
Bayerisches Staatsministerium für Unterricht, Kultus, Wissenschaft und Kunst

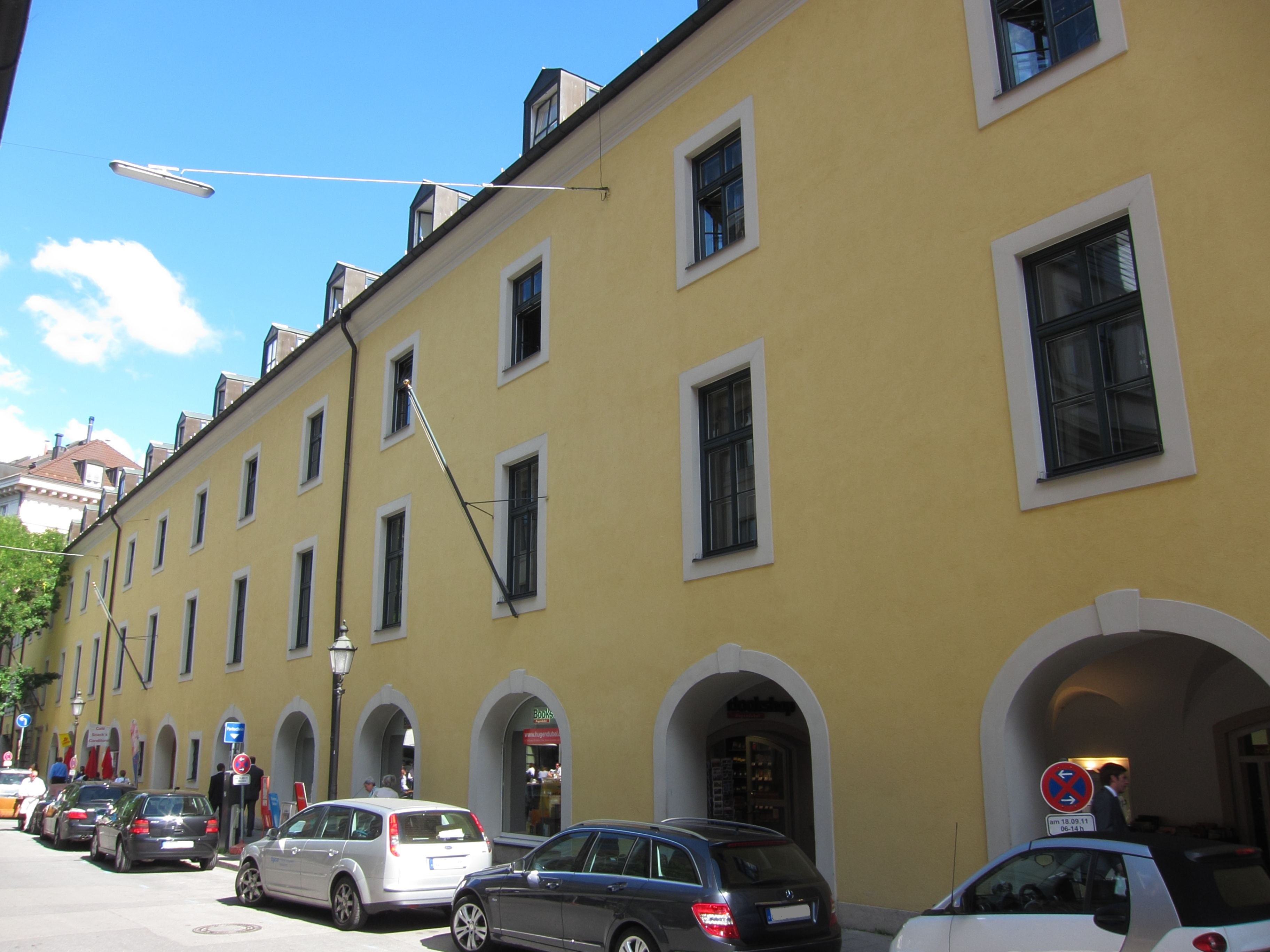
Am Salvatorplatz 2 in München

Nachdem Maximilian IV. Joseph, der spätere König Maximilian I. Joseph von Bayern, bereits 1799 die Verlegung des Departements der Auswärtigen Angelegenheiten in das Münchener Theatinerkloster angeordnet hatte, verfügte er am 26. Oktober 1801 die Räumung des weiträumigen Klosterbaus noch vor der allgemeinen Säkularisation (vgl. Geschichte der Theatinerkirche) und siedelte dort nach 1801 auch noch die drei anderen Ministerien für Finanzen, Justiz und Geistliche Sachen an. Hinzu kamen in der ersten Hälfte des Jahrhunderts etliche weitere Behörden. Nach der Gründung im Jahr 1846 bekam auch das Kultusministerium seine Diensträume im Geheimen Ministerialgebäude zugewiesen, wie das Theatinergebäude vielfach im amtlichen Sprachgebrauch genannt wurde. Eine Entlastung hinsichtlich des entstandenen Raumproblems brachten der Wegzug des Finanzministeriums (1865) und die Auflösung des Handelsministeriums (1871). Das Kultusministerium konnte somit den Westflügel der ehemaligen Klosteranlage belegen und musste sich von 1880 bis 1945 das Gebäude nur noch mit dem Innenministerium teilen. Ab dem 1973 abgeschlossenen Wiederaufbau nach dem Zweiten Weltkrieg verfügte das Kultusministerium über die gesamte Gebäudeanlage bis auf die Ladengeschäfte an den Straßenfronten und im Theatinerhof. Von 1986 bis 1989 und von 1998 bis 2013, als es in ein jeweils eigenständiges Kultus- und Wissenschaftsressort aufgeteilt war, waren beide Ministerien in dem Gebäude untergebracht.

### Politische Entwicklung
Zu den Vorläufern des Kultusministeriums zählen der Geistliche Rat zur Überwachung der Kirchen- und Schulangelegenheiten im früheren Herzogtum Bayern und der 1764 aus der Geheimen Ratskonferenz (später: Geheimes Staats- und Konferenz-Ministerium) von 1726 unter anderem hervorgegangene Departement der Geistlichen Sachen. Letzteres wurde 1806 aufgehoben und der Aufgabenbereich der kirchlichen und schulischen Angelegenheiten dem Departement des Innern zugewiesen. König Ludwig I. von Bayern, der seinen Innenminister Karl von Abel zwar als Staatsmann sehr schätzte, dessen kirchenpolitische Haltung aber nicht billigte, löste den Aufgabenbereich der kirchlichen Angelegenheiten mit der Verordnung vom 15. Dezember 1846 wieder aus dem Zuständigkeitsbereich des Departements des Innern heraus und übergab diesen zum 1. Januar 1847 der separat aufgestellten Abteilung mit dem Namen Ministerium des Innern für kirchliche Angelegenheiten. Mit der Umbenennung in „Staatsministerium des Innern für Kirchen- und Schulangelegenheiten“ erweiterte Ludwig I. ab dem 27. Februar 1847 dessen Aufgabenbereich auf „alle Gegenstände der Erziehung, des Unterrichts, der sittlichen, geistigen und künstlerischen Bildung und die dafür bestehenden Anstalten“. Großen persönlichen Einfluss auf die kulturpolitische Arbeit des Ministeriums nahm König Maximilian II. von Bayern, der sich die Förderung der Wissenschaften zur Hauptaufgabe gemacht hatte. Er reformierte das Volksschulwesen und die gymnasialen Ausbildung. Seine Minister Friedrich von Ringelmann und danach Theodor von Zwehl leiteten die Vorarbeiten zur Schulordnung für die Höheren Lehranstalten von 1854.
Während der Regierungszeit König Ludwigs II. von Bayern prägten kirchen- und kulturpolitische Auseinandersetzungen der Regierung die Arbeit des Ministeriums, deren Höhepunkte unter Johann von Lutz die Verweigerung der Genehmigung zur Verkündigung der Beschlüsse des Ersten Vatikanischen Konzils von 1869/70, die Durchsetzung des Kanzelparagraphen im deutschen Reichstag im Jahre 1871 und die Schulsprengelverordnung vom 29. August 1873, die die Bildung von konfessionell gemischten Schulen begünstigte, bildeten. Erst mit der Überarbeitung vom 26. August 1883 zugunsten der Bekenntnisschule und der Weisung des seit 1886 regierenden Prinzregenten Luitpolds zur Bereinigung der kirchenpolitischen Konflikte verbesserte sich das politische Klima wieder.
Nach der Auflösung des Handelsministeriums 1871 verwaltete das Kultusministerium auch das technische und landwirtschaftliche Unterrichtswesen. Unter Ludwig August von Müller wurde durch Erlass der Schulordnung vom 23. Juli 1891 die Lehrpläne für die Höheren Lehranstalten überarbeitet. Robert von Landmann sorgte für eine Verbesserung des gewerblichen Fachschulwesens und mit dem Schulbedarfsgesetz vom 28. Juli 1902 für die materielle Besserstellung des Lehrerstandes. Unter Anton von Wehner entstanden 1905 die Landesschulkommission als oberstes Kollegium für Volksschulfragen und 1909 die Ministerialabteilung für das Höhere Schulwesen.
Am 14. Juni 1907 wurde die dem Gymnasium gleichgestellte Oberrealschule ins Leben gerufen und am 8. April 1911 die Schulordnung für die Höheren Mädchenschulen in Bayern erlassen. Mit Verordnung vom 20. November 1910 wurden die Lyzeen in Philosophisch-theologische Hochschulen transformiert. Ebenso ließ von Wehner die Kirchengemeindeordnung zur Neuregelung der Verwaltung des Kirchenvermögens erarbeiten. Unter Eugen Ritter von Knilling wurde am 30. Mai 1914 die neue Schulordnung für die Höheren Lehranstalten herausgegeben. Nach dem Ersten Weltkrieg wurde das bayerische Schulwesen während der Amtszeiten von Franz Matt und Franz Goldenberger neu geordnet und das Verhältnis zwischen Staat und Kirche neu geregelt.
Im Zuge der Gleichschaltung der Länder 1933/1934 wurde das Kultusministerium während der Zeit des Nationalsozialismus eine Reichsmittelbehörde.
Nach den Verwüstungen des Zweiten Weltkriegs bestand die Hauptaufgabe des Bayerischen Kultusministeriums für viele Jahre in der Neuorganisation auf dem Gebiet der Kulturpflege. Unter Hans Maier wurden die Volksschulen neu organisiert, 200 neue weiterführende Schulen und die Universitäten Regensburg und Augsburg realisiert. Nach der organisatorischen Trennung in ein Staatsministerium für Unterricht und Kultus und ein Staatsministerium für Wissenschaft und Kunst (Minister: Wolfgang Wild) zwischen 1986 und 1990 wurde das Staatsministerium für Unterricht, Kultus, Wissenschaft und Kunst im Oktober 1998 erneut geteilt. Hans Zehetmair wurde Minister für Wissenschaft, Forschung und Kunst, Monika Hohlmeier Ministerin für Unterricht und Kultus, der 2005 Siegfried Schneider und 2008 Ludwig Spaenle folgte. 2013 wurden beide Ressorts wieder zusammengelegt zum Bayerischen Staatsministerium für Bildung und Kultus, Wissenschaft und Kunst. Im März 2018 (damals formierte sich das Kabinett Söder I) kam es erneut zur Teilung: ein Teil der Aufgaben wurden an das neu gegründete Bayerische Staatsministerium für Wissenschaft und Kunst abgegeben; das Kultusministerium erhielt den Namen Bayerisches Staatsministerium für Unterricht und Kultus.

## Nachgeordnete Institutionen
Folgende Institutionen liegen in der Verantwortung des Kultusministeriums:
- Akademie für Lehrerfortbildung und Personalführung (ALP)
- Bayerische Landeszentrale für politische Bildungsarbeit (BLZ)
- Bayerisches Landesamt für Schule (LAS)
- Staatsinstitut für Schulqualität und Bildungsforschung (ISB)
- Ministerialbeauftragte für die Realschulen, Gymnasien und FOS/BOS in den Regierungsbezirken
- Regierungsbezirke als Mittelbehörde für:
  - Staatliche Schulämter
  - fachliche und rechtliche Angelegenheiten der staatlichen Grundschulen und Mittelschulen
- Staatliche Schulberatung in Bayern

Zudem verantwortet das Ministerium folgende Stiftungen und Kulturfonds:
- Kulturfonds Kulturelle Bildung
- Stiftung Bildungspakt Bayern
- Stiftung art 131
- Stiftung Bayerische Gedenkstätten

## Ablehnung eines religionskritischen Textes aus Englisch-Lehrbuch im Jahr 2010
Größere mediale Aufmerksamkeit erlangte das Ministerium im Jahr 2010, als es vom Cornelsen Verlag die nachträgliche Entfernung eines religionskritischen Textes der amerikanischen Journalistin Susan Jacoby aus dem Englisch-Lehrbuch Context 21 verlangte, welcher sich mit religiösem Fundamentalismus in den USA befasste. Es wird vermutet, dass die Evangelische Nachrichtenagentur Idea an der Entfernung des Textes mitwirkte.